# Caleb Stanko
Caleb James Stanko (Holly, Míchigan, EE. UU., 26 de julio de 1993) es un futbolista estadounidense. Juega como mediocampista y su equipo es el Lamia F. C. de la Superliga de Grecia.

## Selección nacional
El 16 de mayo de 2016 fue convocado por primera vez a la selección nacional de los Estados Unidos con miras a un partido amistoso de preparación para la Copa América Centenario. No obstante, no pudo ser convocado para el torneo ya que no fue incluido en la lista preliminar de 40 jugadores.

## Clubes
| Club                  | País           | Año       |
| --------------------- | -------------- | --------- |
| S. C. Friburgo "II"   | Alemania       | 2012-2014 |
| S. C. Friburgo        | Alemania       | 2014-2019 |
| F. C. Vaduz           | Suiza          | 2016-2017 |
| F. C. Cincinnati      | Estados Unidos | 2019-2021 |
| PAS Giannina          | Grecia         | 2022      |
| Asteras Trípoli F. C. | Grecia         | 2022      |
| Lamia F. C.           | Grecia         | 2023-     |